# Galán (kommun)
Galán är en kommun i Colombia.   Den ligger i departementet Santander, i den centrala delen av landet, 240 km norr om huvudstaden Bogotá. Antalet invånare är 2 992. Arean är 206 kvadratkilometer.
Terrängen i Galán är mycket bergig.